# كونا (أيداهو)

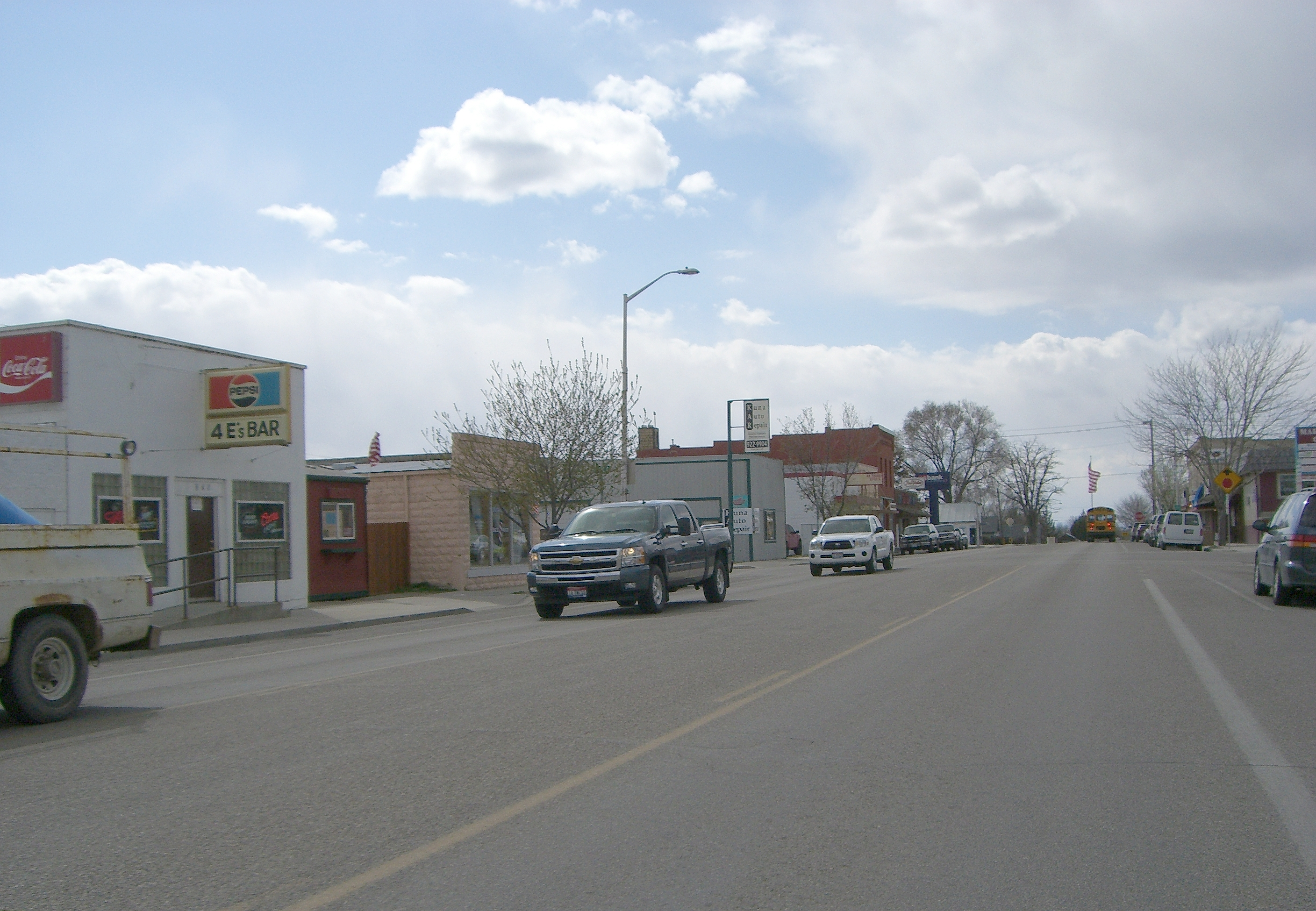
الشارع الرئيسي

موقع المدينة

كونا، أيداهو
هي مدينة في ولاية أيداهو الأمريكية

## الموقع الجغرافي
الموقع الجغرافي للمناطق المحيطة بهذه النقطة هو كالتالي:
1. ↑  تعداد الولايات المتحدة 2020، QID:Q23766566
2. ↑  مكتب تعداد الولايات المتحدة، المحرر (17 مارس 2022)، 2016–2020 American Community Survey، QID:Q111610221
3. ↑  GeoNames (بالإنجليزية), 2005, QID:Q830106